# مؤسسة بيتكوين
مؤسسة بيتكوين (بالإنجليزية: The Bitcoin Foundation, Inc.)؛ شركة أمريكية غير ربحية يقع مقرها في واشنطن العاصمة في الولايات المتحدة، تأسست في أواخر شهر سبتمبر من عام 2012، في محاولة لاستعادة الثقة بعملة بيتكوين الرقمية المشفرة، بعد فضائح عدة أثرت على سمعتها وأظهرتها بوصفها عملة تُستخدم في عمليات الاحتيال والإجرام. شُكلت المنظمة على غرار مؤسسة لينكس، وهي ممولة بشكل رئيس من خلال التبرعات والمنح المقدمة من الشركات التي تعتمد على البيتكوين.
رأس مجلس إدارة المؤسسة بداية «بيتر فيسينز» (بالإنجليزية: Peter Vessenes)، وعُيّن غافن أندريسن ضمن منصب باسم «رئيس العلماء» في المؤسسة، وتعرضت إدارتها منذ ذلك الحين إلى انشقاقات وخلافات بعد كل عملية انتخابات داخلية لاختيار مجلس إدارة المؤسسة بسبب ما دار حول اتجاه المؤسسة، وتغيّر مجلس إدارتها أكثر من مرة إمّا بالطرد أو الاستقالة، وشابت انتخاباتها طعون، وتضاربت الأنباء في عام 2015، حين أعلن عن إنهاء خدمات جميع موظفي المؤسسة وحل المنظمة في 1 يونيو 2015، رغم عدم وجود تأكيدات قطعية.